# Curt Schulz-Steglitz
Curt Schulz oder Kurt Schulz, Künstlername Curt Schulz-Steglitz (geboren 14. April 1875 in Bromberg, dem späteren Bydgoszcz in Polen; gestorben 1945) war ein deutscher Maler, Grafiker, Zeichner und Illustrator.

## Leben
Schulz besuchte ab 1891 die Kunstakademie Königsberg, wo er Schüler unter anderem von Ludwig Dettmann und Heinrich Wolff war.
Ab 1904 wohnte er in Berlin, von wo aus er vor allem mit Buchillustrationen und im Ersten Weltkrieg mit Kriegspropaganda-Bildpostkarten hervortrat, die vielfach Kämpfe zu Pferd zeigten.

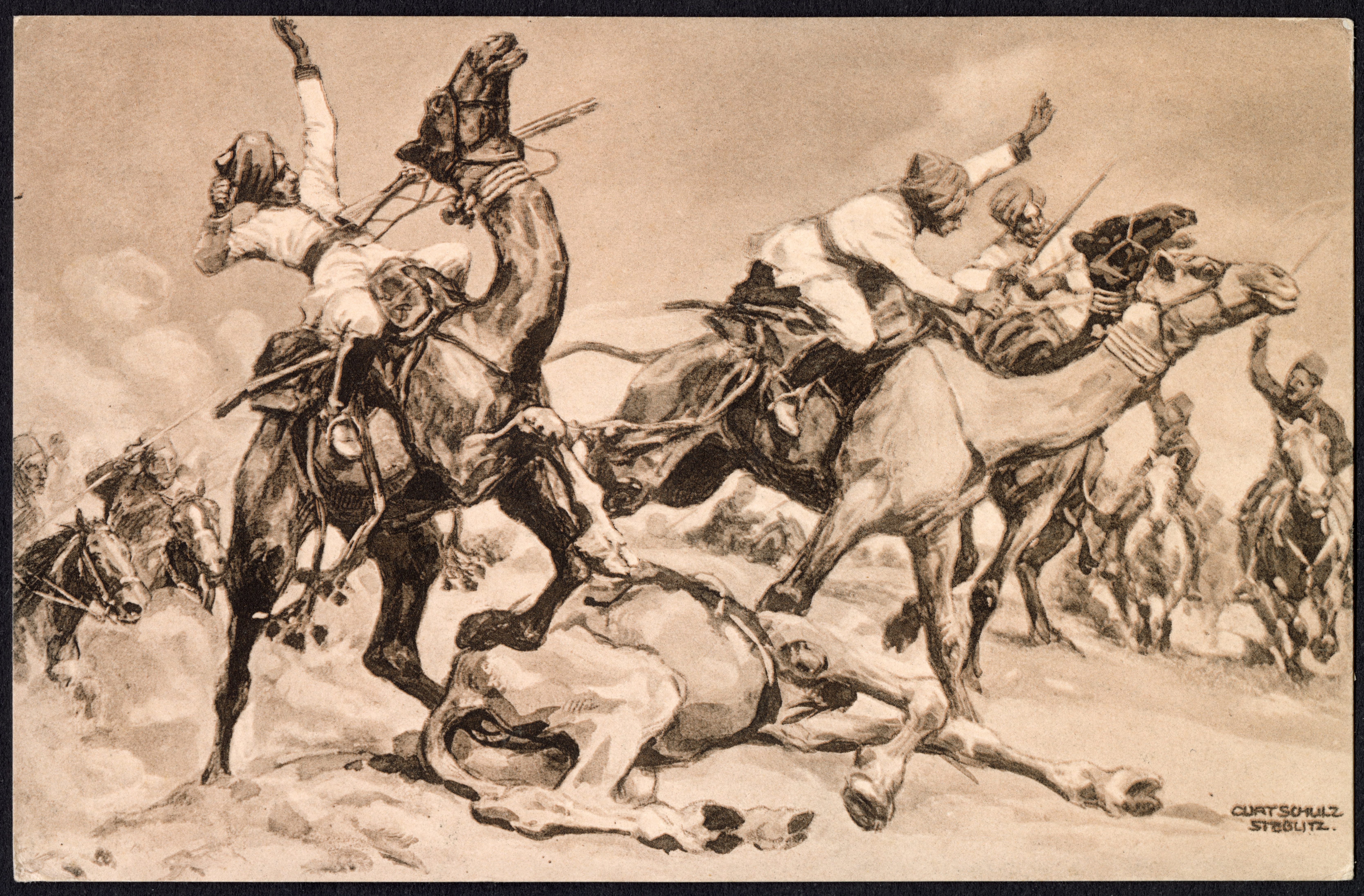
Um 1915: „Gefecht der Türken mit indischen Kamelreitern am Suezkanal“
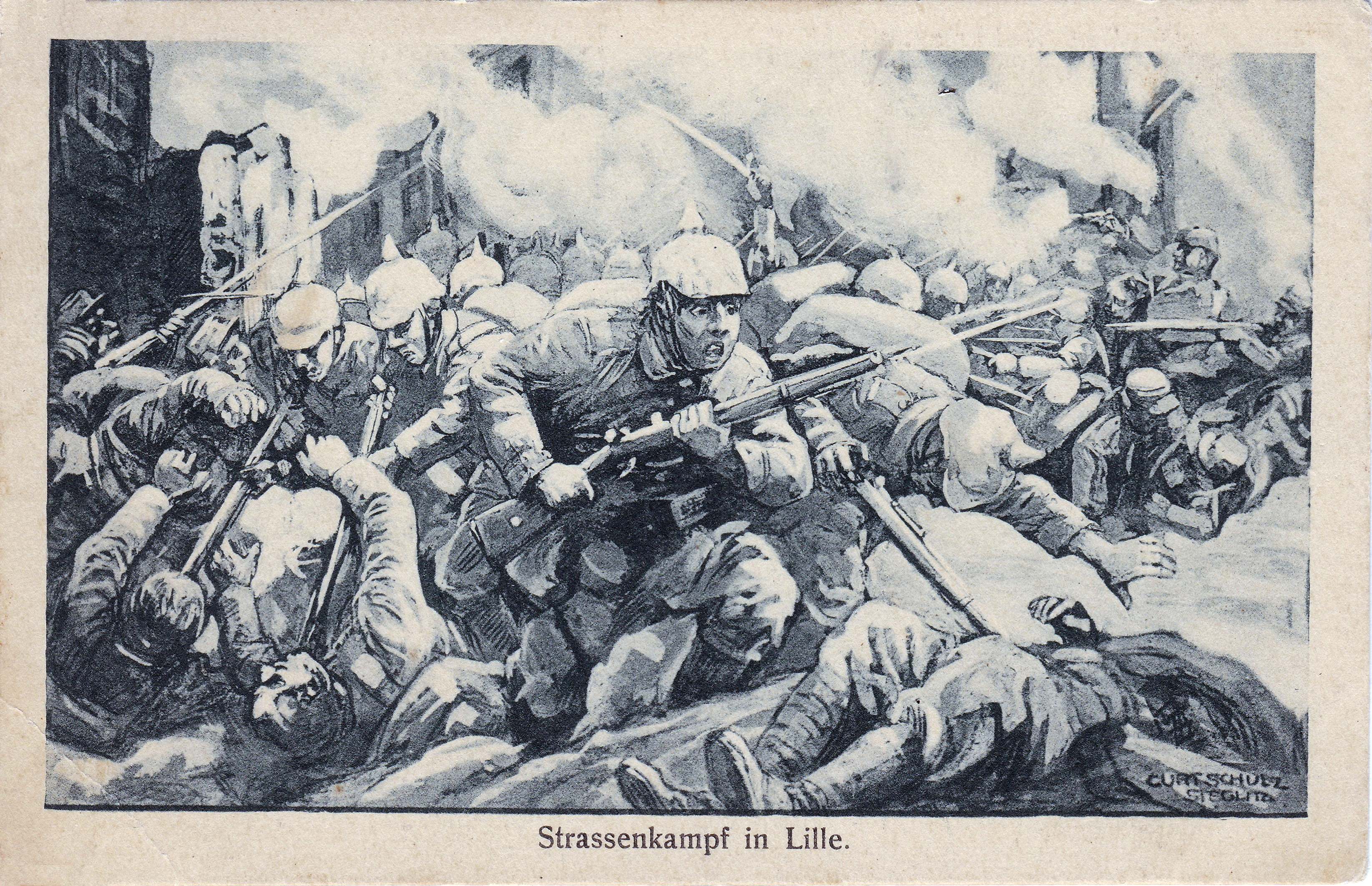
„Strassenkampf in Lille“
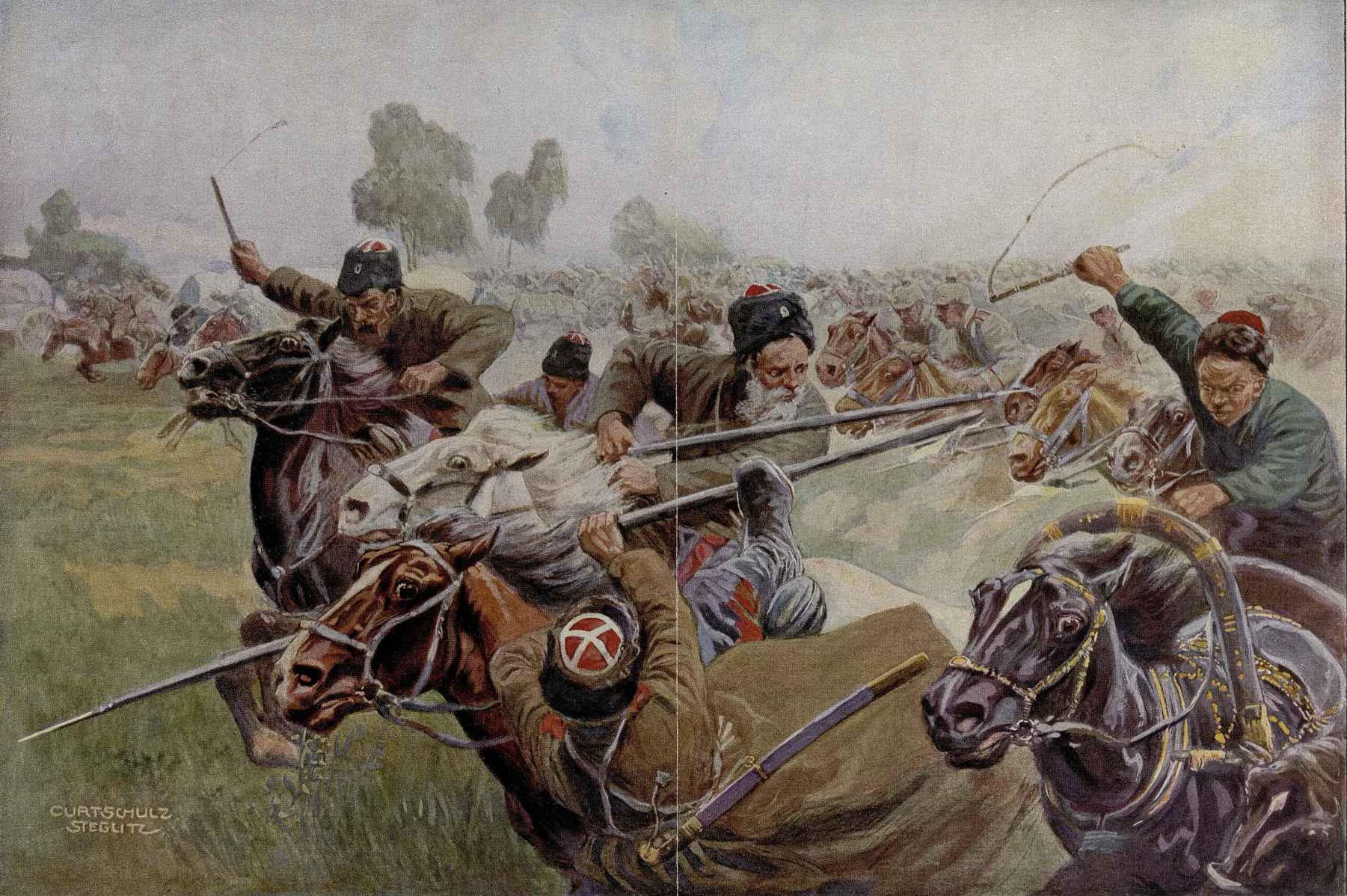
„Deutsche Kavallerie im Rücken des Feindes. Aus den Kämpfen östliche Wilna im September 1915“
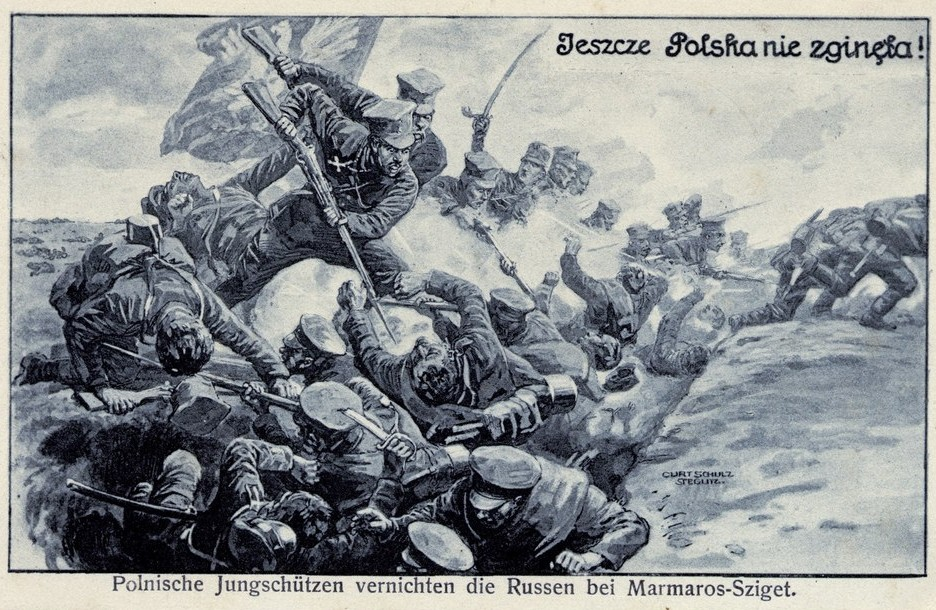
„Jeszcze Polska ... Polnische Jungschützen vernichten die Russen bei Marmaros-Sziget“

Spätere Illustrationen von Schulz wurden beispielsweise 1919 in der Schriftenreihe Volk und Zeit abgedruckt oder 1925 in der Berliner Morgenpost.
Zur Zeit des Nationalsozialismus wurde Sir John Retcliffe's im 19. Jahrhundert verfasster historischer Roman Nena Sahib oder Die Empörung in Indien mit den Bildern von Schulz-Steglitz mehrfach neu aufgelegt.
1942 war er „völlig erblindet“ und lebte „in schlechtesten wirtschaftlichen Verhältnissen.“ Sein Wohnsitz war im Zweiten Weltkrieg bis 1943 in den Berliner Adreßbüchern verzeichnet.

## Archivalien
Archivalien von und über den Künstler finden sich beispielsweise
- im Landesarchiv Berlin unter dem Titel Personenakte Curt Schulz im Bestand A Rep. 243-04 - Reichskammer der bildenden Künste, Landesleitung Berlin, Signatur A Rep. 243-04 : 8595[3]